# Stanisław Borkacki
Stanisław Borkacki (ur. 1 października 1919 w Gródku k. Łucka, zm. 11 lipca 2017) – polski ekonomista, profesor nauk ekonomicznych, działacz polityczny, publicysta.

## Życiorys
Ukończył studia na Uniwersytecie Jagiellońskim. W 1975 uzyskał tytuł naukowy profesora. Wykładał m.in. na Uniwersytecie Jagiellońskim, w Wyższej Szkole Zarządzania i Bankowości w Krakowie oraz w Wyższej Szkole Kultury Społecznej i Medialnej w Toruniu. W latach 1979–1987 Kierownik Zakładu Planowania Przestrzennego na Wydziale Zarządzania AGH. Był publicystą Radia Maryja.
W wyborach parlamentarnych w 1991 bez powodzenia kandydował do Sejmu z listy Chrześcijańskiej Demokracji. W 1997 ubiegał się o mandat senatora z ramienia Narodowo-Chrześcijańsko-Demokratycznego Bloku dla Polski, a w 2001 z ramienia Ligi Polskich Rodzin. W 2005 ponownie bezkustecznie kandydował do Sejmu z listy Ruchu Patriotycznego. Pochowany na Cmentarzu Salwatorskim w Krakowie.

## Wybrane publikacje
- Wygrać wybory dla Polski,
- Potrzeba moralnej odnowy narodu,
- Prawda o karmelitankach i nasze sumienie,
- Nie znamy prawdy o oświęcimskim Karmelu,
- Polska w Potrzebie.